# Фінансовий посередник
Фіна́нсовий посере́дник — юридична особа, що на підставі ліцензії (дозволу) здійснює визначену законодавством комерційну (інвестиційні фонди та інвестиційні компанії), представницьку (довірчі товариства) або посередницьку (торговці цінними паперами, комерційні банки) діяльність стосовно обігу приватизаційних паперів, або філія цієї юридичної особи.
До числа фінансових посередників відносяться:
- Кредитні організації:
  - Банки, які здійснюють переважну частку всіх кредитних операцій в економіці;
  - Кредитні спілки, кредитні кооперативи, ощадні асоціації тощо;
  - Небанківські кредитні організації, що обслуговують, зазвичай, заздалегідь відоме коло осіб в конкретному районі;
- Страхові компанії, які укладають договори з накопичувального страхування життя та пенсійного страхування, пенсійні фонди, пайові інвестиційні компанії тощо. Відмітна особливість цих організацій від банків полягає в тому, що:
  - вони не приймають депозитів і не впливають на кількість грошей в обігу;
  - тут організовується зв'язок між особою і всією сукупністю осіб, зацікавлених в накопиченні коштів через страхування або у пенсійному забезпеченні;
  - дані посередники, на відміну від банків, не платять доходи (проценти) за внесені кошти, але вони оплачують пенсії або здійснюють страхові виплати за договорами накопичувального страхування, де додаються певні інвестиційні доходи до власних коштів страхувальника, а у випадку смерті до закінчення договору — виплачують всю страхову суму спадкоємцям страхувальника;
  - платежі в страхові та пенсійні фонди частково обов'язкові (вклади в кредитні організації суто добровільні);
  - комерційна діяльність страхових і пенсійних фондів жорстко регламентована, щоб уникнути небезпеки їх банкрутства.

Фінансові посередники відіграють активну роль на фінансовому ринку.